# Základní instinkt
Základní instinkt (anglicky Basic Instinct) je americký erotický thriller a neo-noir režírovaný Paulem Verhoevenem z roku 1992, který znamenal průlom v herecké kariéře Sharon Stoneové.

## Charakter thrilleru
Základním instinktem je míněn sexuální pud – lesbický i heterosexuální, který prostupuje celým filmem v syrových erotických scénách. Napětí vzniká díky propracované zápletce, v propojení sexu a smrti, stejně jako detailům. Celou organickou jednotu snímku doplňuje filmová hudba.

## Zajímavosti
Film Základní instinkt získal dvě nominace na Oscara za nejlepší hudbu (Jerry Goldsmith) a nejlepší střih (Frank J. Urioste), stejně tak dvě nominace na Zlatý glóbus za nejlepší hudbu a nejlepší ženský herecký výkon (kategorie: drama – Sharon Stoneová) a nominaci na Zlatou palmu Filmového festivalu v Cannes za nejlepší hudbu.

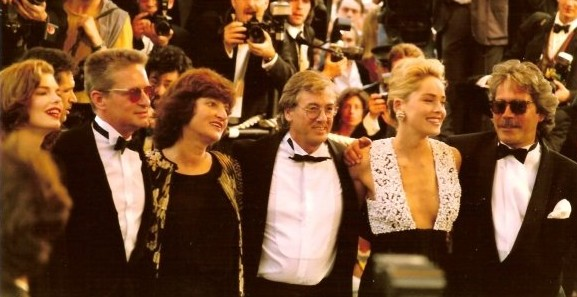
Uvedení filmu na Filmovém festivalu v Cannes v roce 1992, zleva: Jeanne Tripplehorn, Michael Douglas, čtvrtý zleva Paul Verhoeven a pátá Sharon Stoneová.

Hlavní postavou Základního instinktu je role Catherine Tramellové, která byla nejdříve nabídnuta Emmě Thompsonové, Kim Basingerové, Michelle Pfeifferové, Gretě Scacchiové, Julii Robertsové, Meg Ryanové a Kelly McGillisové. Všechny dotyčné odmítly. Nakonec se role zhostila Sharon Stoneová, která již měla s režisérem Verhoevenem zkušenosti z filmu Total Recall. Její šaty byly navrženy podle těch, které oblékala herečka Kim Novaková ve filmu Alfreda Hitchcocka Vertigo.
Automobilové honičky v thrilleru hrál sám Michael Douglas, protože měl zkušenosti jakožto bývalý profesionální závodník. Scenárista Joe Eszterhas inkasoval za scénář obnos tři milióny dolarů. Bar Johnny Boz Club, objevující se ve filmu, byl vystavěn uvnitř studií Warner Brothers. Scéna thrilleru s překřížením nohou u výslechu hlavní hrdinky vznikla tak, že Sharon Stoneová byla požádána, aby si sundala kalhotky, protože se odrážely v kameře. Až později zjistila, že se jedná o velmi intimní sekvenci, ale nakonec souhlasila s ponecháním scény ve filmu, protože zapadala do charakteru její postavy.

## Děj
Film pojednává o nadprůměrně inteligentní a atraktivní psycholožce Catherine Tramellové (Sharon Stoneová), která je spisovatelkou detektivních románů. Popisuje v nich způsoby vražd, které se později skutečně odehrají, a to do nejmenších detailů. Takto, nepřímo spojená s několika vraždami je obviněna policií v San Francisku. Její vyšetřování vede místní detektiv Nick Curren (Michael Douglas), který již dříve ve službě zastřelil civilisty. Rozehrává se velmi dobře propracovaná psychologická hra, kdy si Catherine s policisty pohrává a vede je takovým směrem vyšetřování, kterým chce. Do děje je zakomponován sexuální vztah dvou hlavních hrdinů. Nick se dozvídá, že je vzorem pro hlavní postavu dalšího románu spisovatelky, policejního vyšetřovatele, který se zamiluje do spisovatelky a na konci bude zavražděn. Navíc se autorka knihy stýká s bývalými vražedkyněmi, prý proto, aby získala dobrý vhled do jejich duší.
Další atypickou rolí je policejní psycholožka Beth Garnerová (Jeanne Tripplehornová), která byla jak Nickovou, tak Catherininou milenkou. Díky tomu, že spisovatelka zná Nickův intimní život velmi podrobně, o kterém se zmínil jen v rámci policejních psychologických sezení psycholožce Beth, je mu jasné, že musela informace uniknout touto cestou. Při jedné z automobilových honiček mezi Nickem a Roxy (Leilani Sarelleová) – lesbickou partnerkou Catheriny, přijde dívka po havárii o život. Nick odmítá svým kolegům cokoli sdělit a je z vyšetřování odvolán, přesto se nemíní vzdát a pokračuje na vlastní pěst. Dále ale zůstává v kontaktu se svým policejním parťákem Gusem Morganem (George Dzundza), se kterým probírá nejrůznější myšlenky a varianty řešení případu.
V závěru filmu oba kolegové přijíždějí k bytu ženy, která má údajně informace o Catherine a Beth z doby jejich studia na vysoké škole. Gus jede výtahem do 4. patra, zatímco Nick čeká v autě, protože je dočasně suspendován. V té chvíli si ale uvědomí, že přesně takový závěr nové knihy o detektivovi četl v domě spisovatelky Catherine a rozbíhá se po schodech do 4. patra. Dorazí však pozdě. V otevřeném výtahu leží zavražděný kolega. Ze schodiště překvapivě na chodbu vstupuje Beth, která dává ruku do kapsy svého baloňáku. Nick, s kolegovým revolverem v ruce, ji žádá o vytažení ruky z kapsy. Beth kráčí k němu, a tak detektiv vystřelí smrtelný projektil. Beth umírá. V kapse ale nenalézá žádnou zbraň. Na schodišti domu se následně najde policejní pláštěnka, vražedný předmět (sekáček na led) a blond paruka. Členové policejního sboru Nickovi gratulují k úspěšnému odhalení vražedkyně poté, co je v bytě Beth nalezena řada dalších důkazů.
Ovšem celý případ vražd ve skutečnosti není tak jasný. Po posledním milování leží Nick s Catherine v posteli. Catherine sahá rukou pod postel. Díky Nickově odpovědi v narážce na její větu, která ji uspokojila, dává ruku opět na postel. V posledním záběru thrilleru divák vidí, co se skrývá pod postelí. Je to již několikrát ve filmu použitá vražedná zbraň – sekáček na led.

## Soundtrack
K filmu vyšel soundtrack 17. března 1992

### Obsah
1. Main Title 1:27 

2. Movin' On Up 3:42 

3. Rave the Rhythm 3:34 

4. Glowing in the Ashes 1:48 

5. Looking for the Summer 2:10

6. Blue 4:39

## Obsazení
| Sharon Stoneová    | Catherine Tramell |
| Michael Douglas    | Nick Curran       |
| Jeanne Tripplehorn | Dr.Beth Garner    |
| George Dzundza     | Gus Morgan        |
| Leilani Sarelle    | Roxy              |
| Denis Arndt        | Poručík Walker    |
| Bruce Young        | Andrews           |
| Chelcie Ross       | Kapitán Talcott   |
| Dorothy Melone     | Hazel Dobkins     |
| Wayne Knight       | John Correli      |
| Daniel von Bargen  | Poručík Nielsen   |